# Otto Bahr Halvorsen
Otto Bahr Halvorsen, né le 28 mai 1872 à Christiania (Oslo) et mort dans cette même ville le 23 mai 1923, est un homme d'État norvégien, membre du Høyre.
Il est Premier ministre de Norvège entre 1920 et 1921, puis en 1923, année de sa mort.